# Llobregat
|  | No s'ha de confondre amb Llobregat d'Empordà. |

El Llobregat és un dels principals rius de Catalunya. Neix a les fonts del Llobregat, a una altitud de 1.295 m sobre el nivell del mar a Castellar de n'Hug (Berguedà) i desemboca al mar Mediterrani al Prat de Llobregat (Baix Llobregat). Tota la seva conca és en territori català i recorre les comarques del Berguedà, el Bages, el Moianès, (aquestes tres comarques pertanyen a la vegueria de la Catalunya Central) el Vallès Occidental, i finalment el Baix Llobregat (aquesta comarca pertany a la vegueria de Barcelona). El curs d'aquest riu ha estat molt aprofitat per la població del país per a diversos usos: agrícoles, industrials i de consum, entre d'altres.

## Etimologia
A l'antiguitat el riu era conegut com a Rubricatum, topònim que ens ha arribat pel testimoni dels geògrafs Pomponi Mela, Plini el Vell i Claudi Ptolemeu. En llatí, el mot rŭbrĭcātus vol dir vermellós i probablement feia referència a les tonalitats vermelloses de les seves aigües, atès que la terra del lloc on neix és vermella i en moments de crescuda l'aigua es torna d'aquest color. El topònim no torna a aparèixer fins al segle ix, ja sota la forma (llatinitzant) Lubricatus, amb la r inicial dissimilada en l, tal volta amb influència del mot lŭbrĭcus 'llenegadís'. El nom que rebia el riu en la llengua indígena ens és desconegut; és en aquesta direcció que apunta la hipòtesi que vol identificar amb el Llobregat el riu Anystus citat per Aviè en la seva obra, de manera que el nom indígena del riu seria aquest. No obstant això, l'obra d'Aviè s'ha demostrat com a molt imaginativa i poc fiable i, a més, també s'ha volgut identificar l'Anystus amb la Muga, de manera que resta incerta la identificació d'aquest misteriós topònim amb el Llobregat.

## Curs

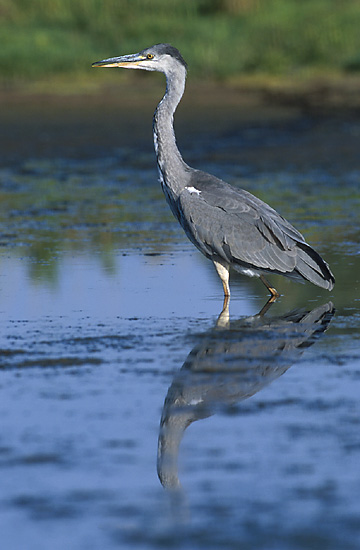
Bernat pescaire

El seu traçat travessa successivament el solc prepirinenc, l'encavalcament de l'Alt Berguedà, el Vallès i la Serralada Litoral, la qual cosa fa que s'engorgi a Cercs, al congost del Cairat (entre Monistrol de Montserrat i la Puda) i a Martorell.

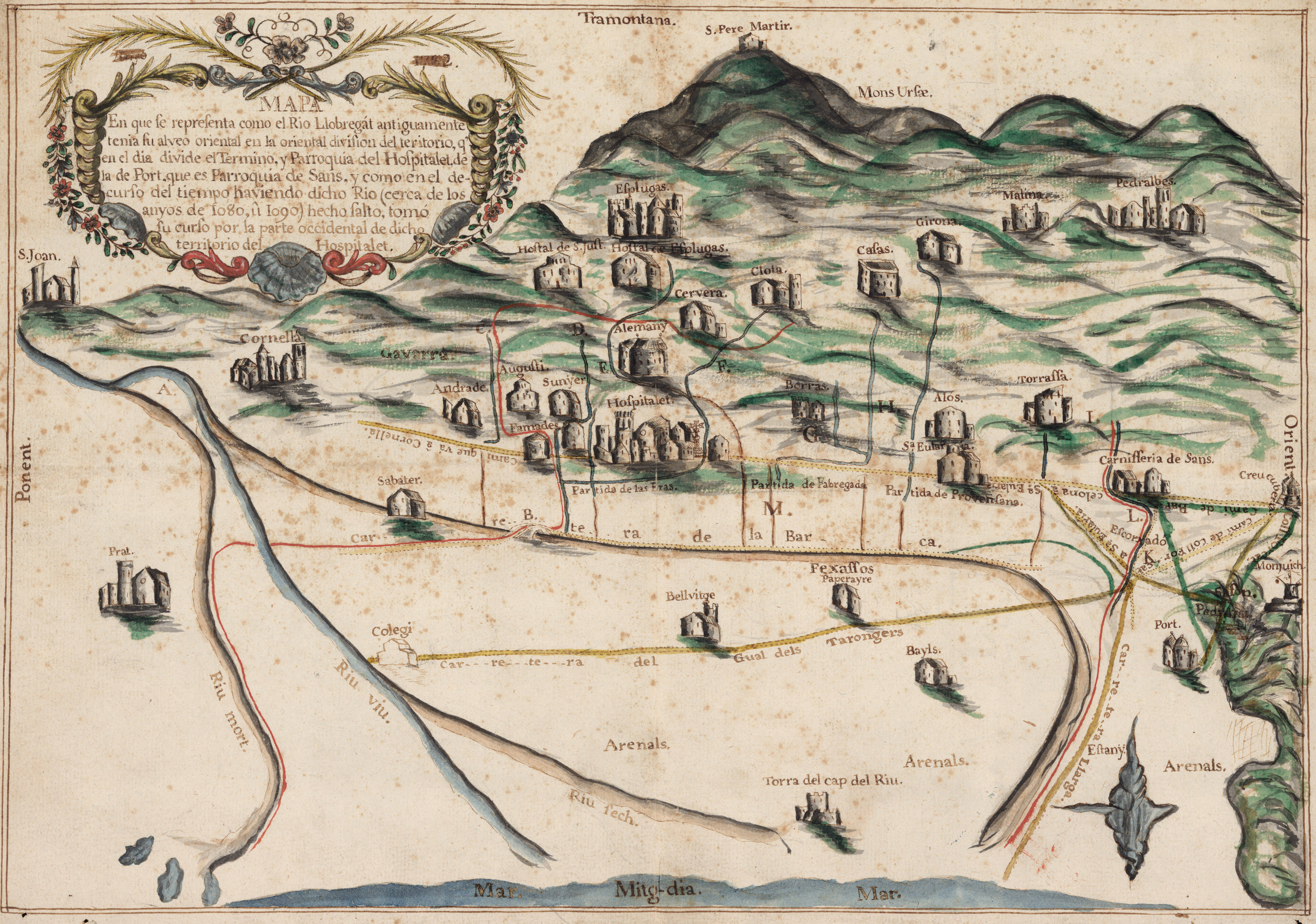
Mapa del riu Llobregat de l'any 1782, on es mostraven els diferents traçats de la seva desembocadura.

De les fonts fins a la Pobla de Lillet segueix els estrats secundaris i terciaris, s'orienta després a ponent, al solc prepirinenc, a la Pobla de Lillet s'ajunta amb el riu Arija, per l'esquerra, i a Guardiola de Berguedà s'hi troba l'aiguabarreig amb les aigües del Bastareny, que baixa del Cadí i poc després les aigües del Riu de Saldes, procedent del Pedraforca, ambdós tributaris per banda dreta. A Guardiola de Berguedà hi trobem l'inici del canal industrial de Berga, obra inaugurada l'any 1899 i impulsada per l'enginyer Marcel·lí Buxadé, que porta l'aigua del riu a la capital de la comarca del Berguedà. És en aquest municipi on el riu abandona el solc prepirinenc en travessar el muntanyam calcari encavalcat de l'Alt Berguedà per l'estret congost de Fígols (municipis de Cercs i la Nou).
En el seu camí cap al sud, l'aigua del riu que no ha estat canalitzada alimenta l'embassament de la Baells, inaugurat el 1974, amb una capacitat de 109,43 hm³ i que està situat a Cercs. El riu entra a la Depressió Central. Després de l'embassament el riu recorre molts municipis o termes municipals (Olvan, Avià, Gironella, Puig-reig, Navàs, Balsareny, Sallent, Sant Fruitós de Bages, Manresa…). Fa uns anys s'aprofitaven les aigües del Llobregat per produir l'energia elèctrica que necessitaven les màquines de les indústries tèxtils que hi havia en tots aquests pobles. Com a testimonis d'aquest aprofitament queden nombroses colònies tèxtils amb rescloses i canals al llarg del riu. Actualment continuen en funcionament nombroses minicentrals elèctriques que fan que el cabal del riu disminueixi molt de manera artificial en nombrosos trams, especialment en temps de sequera.
Prop de Balsareny hi ha l'inici de la Séquia que fou construïda per ordre del rei Pere III el Cerimoniós per tal de portar l'aigua del Llobregat a Manresa.
En el seu curs, el Llobregat va rebent aigües de diverses rieres i rius que van augmentant progressivament el seu cabal: riera d'Olvan i de Clarà a Gironella; riera de Merlès a Puig-reig; riera Gavarresa a Cabrianes; el Calders a Navarcles (tot i que el punt d'unió exacte entre els dos rius és forma al terme municipal de Calders, cosa que fa que el riu també passi pel Moianès)...
A Castellgalí, el Llobregat rep les aigües del seu afluent principal, el Cardener, que fa augmentar notablement el seu cabal.
Més endavant travessa la Serralada Litoral. A Monistrol inicia un enorme congost per l'extrem oriental de Montserrat, que acaba a la Puda, i s'obre a la depressió del Vallès i del Penedès, la qual travessa per Olesa de Montserrat, fins a Martorell on rep les aigües d'un altre afluent molt important: el riu Anoia, i passa sota el Pont del Diable. Pocs quilòmetres després rep la riera de Rubí i franqueja el darrer congost. Finalment, eixampla la vall i dona lloc a la plana del delta, d'una gran densitat demogràfica, agrícola i fabril on el Llobregat és molt aprofitat tant pels horts i camps de fruiters com per a les fàbriques i grans magatzems que s'han posat als seus marges.
Desemboca formant un vast delta d'uns 100 km² on es troben les instal·lacions portuàries i aeroportuàries de la ciutat de Barcelona, així com diverses reserves naturals d'importància en l'àmbit europeu. El curs del riu s'ha modificat a la seva part final per poder continuar eixamplant les zones dedicades a la logística del transport de mercaderies.
En aquesta zona s'hi troben nombroses localitats tradicionalment agrícoles (que inclouen Llobregat en el seu nom, com Sant Boi de Llobregat, Cornellà de Llobregat, L'Hospitalet de Llobregat o el mateix  Prat de Llobregat) que viuen o han viscut una pèrdua d'aquesta activitat per la forta pressió per obtenir sòl per a ús industrial a favor de Barcelona ja que, en aquesta ciutat, ja no hi ha més espai per a sòl industrial.

## Afluents
Els principals afluents del Llobregat són:
- Pel marge dret (oest):
  - Riu Bastareny[5]
  - Riu Cardener[6]
  - Riera de Magarola[7]
  - Riu Anoia[8]
  - Riera de Cervelló
  - Riera de Torrelles
- Pel marge esquerre (est):
  - Riu Arija[9]
  - Riu Mergançol
  - Riera de Merlès
  - Riu Cornet (Sallent)
  - Riera Gavarresa[10]
  - Riu Calders
  - Riera de Mura
  - Riera de Santa Creu
  - Riera del Morral del Molí
  - Riera de Rubí
  - Riera de Vallvidrera o la Rierada

## Ecologia

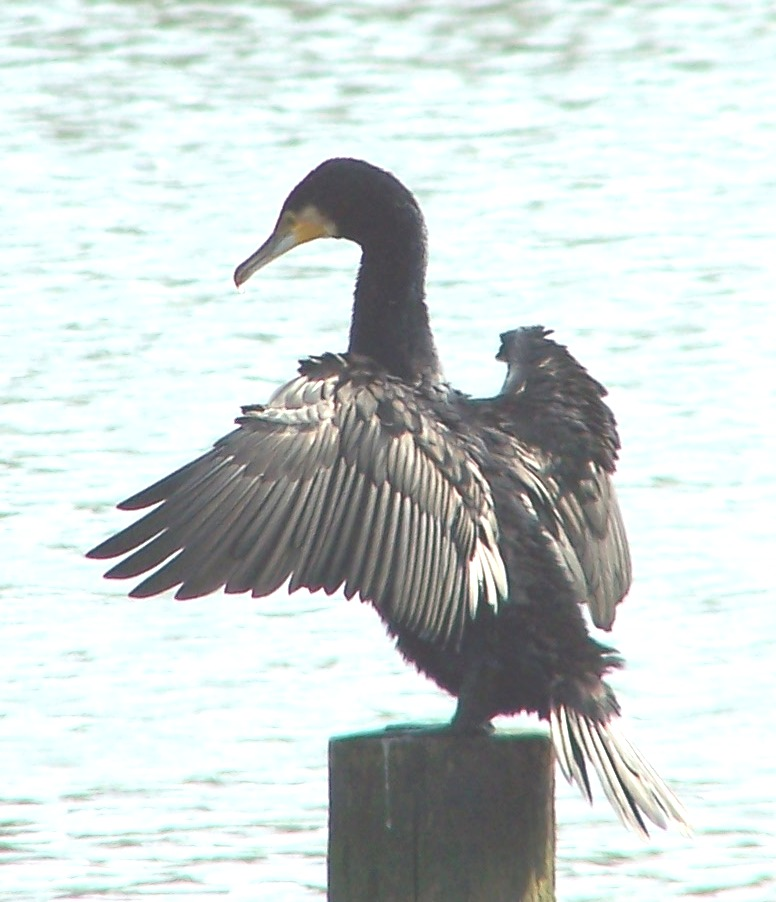
El corb marí gros

El bernat pescaire (Ardea cinerea), el corb marí gros (Phalacrocorax carbo), l'ànec collverd (Anas platyrhynchos) són aus força fàcils de veure a les ribes del Llobregat durant l'hivern.
Pel que fa als peixos, els més comuns són algunes espècies autòctones com la bagra comuna (Leuciscus cephalus cephalus) o la truita comuna (Salmo trutta ssp. fario) i espècies introduïdes com el barb de l'Ebre (Luciobarbus graellsii) i la carpa (Cyprinus carpio).
Durant els segles xix i xx, a la conca del Llobregat s'hi van instal·lar nombroses indústries que aprofitaven la seva energia i aigua, destacant-ne les anomenades colònies tèxtils. Algunes d'aquestes indústries es van reconvertir en centrals hidroelèctriques.
A la segona meitat del segle xx, l'aigua del riu va patir molta contaminació per part de les indústries i per residus urbans situats al llarg del seu curs. Avui en dia aquests tipus de contaminació estan gairebé solucionats però encara queden alguns punts negres, per exemple els polígons industrials de Terrassa i Rubí que aboquen a la riera de Rubí. Malgrat tot, el Llobregat encara sofreix avui una font peculiar de contaminació pels residus de les mines de potasses de Cardona, Súria i Sallent, que fan que la salinitat a la part baixa del riu sigui força elevada.
La conca del Llobregat és la font d'aigua potable per a poblacions com Manresa, l'Hospitalet de Llobregat o bona part de la mateixa Barcelona, per la qual cosa la seva contaminació planteja problemes per la presència en l'aigua de trihalometans (THMs), compostos orgànics de clor i brom que es formen al clorar l'aigua per a eliminar virus i bacteris i que poden causar càncer.

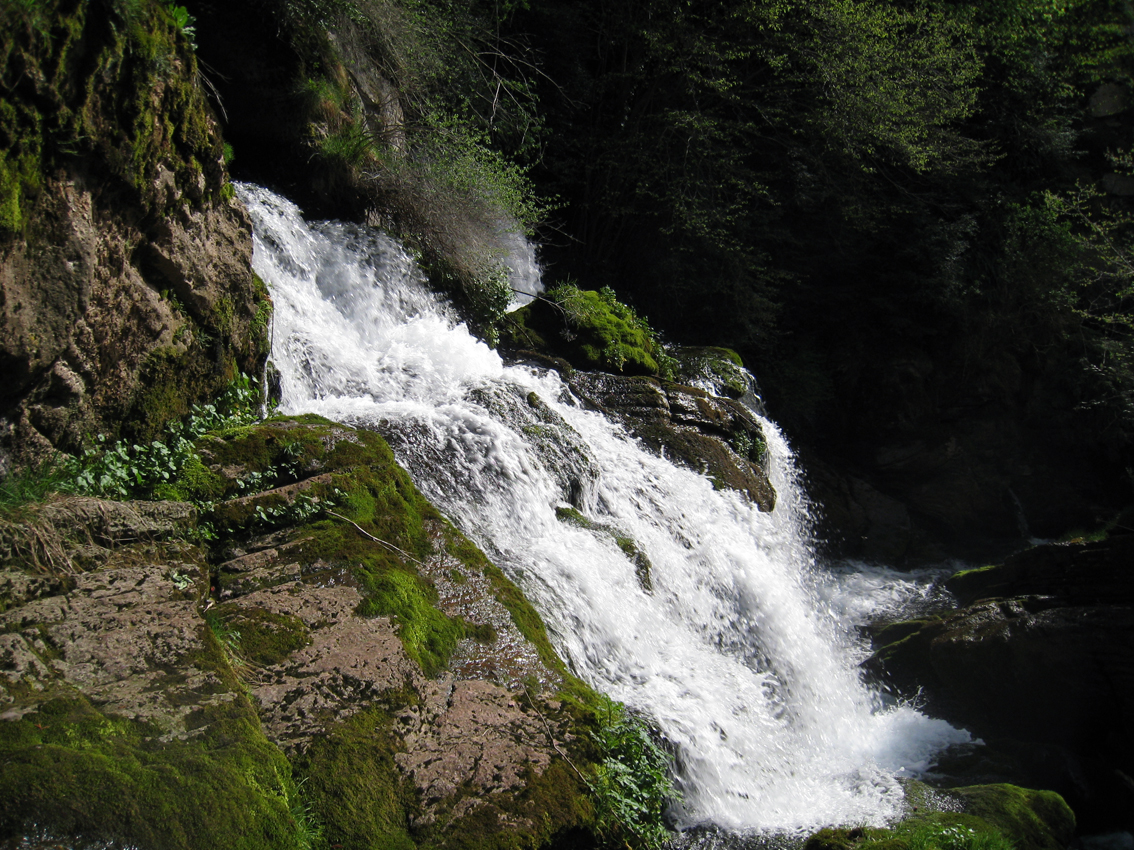
Les fonts del riu Llobregat a prop de Castellar de n'Hug
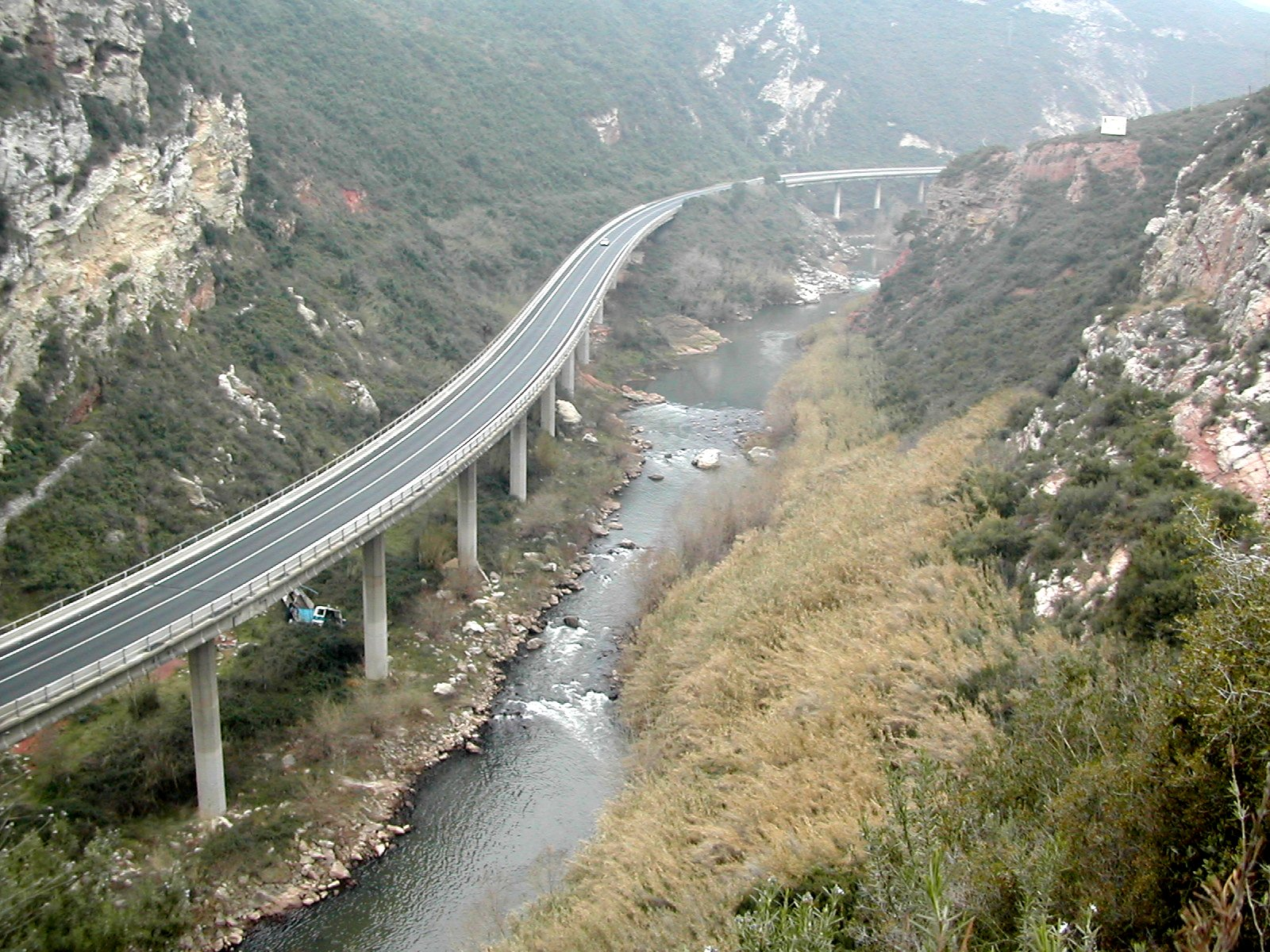
El riu Llobregat també és una important via de comunicació, aquí la carretera C55 a Olesa de Montserrat.
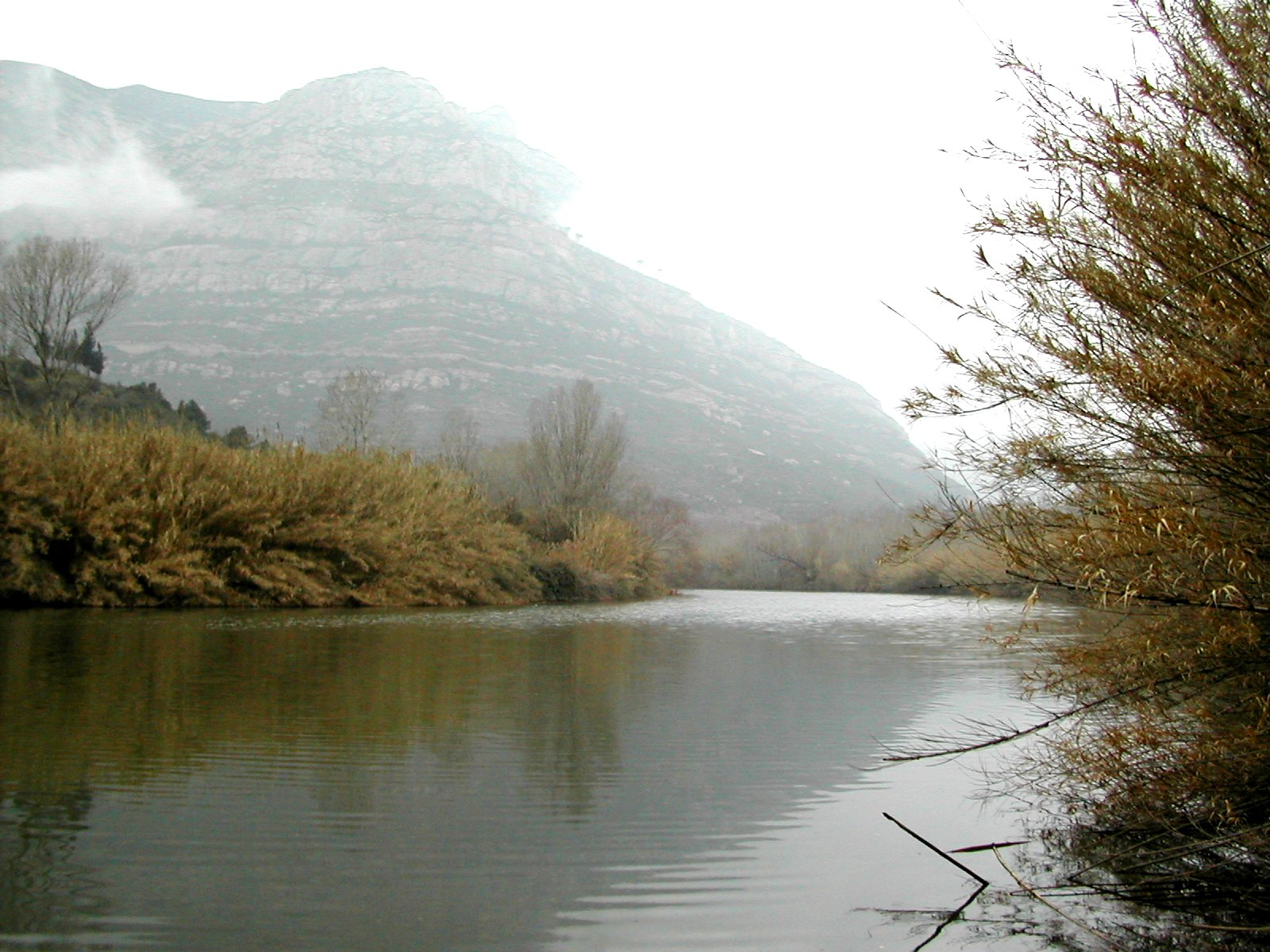
El canyissar cobreix els marges del riu Llobregat, al fons la muntanya de Montserrat.
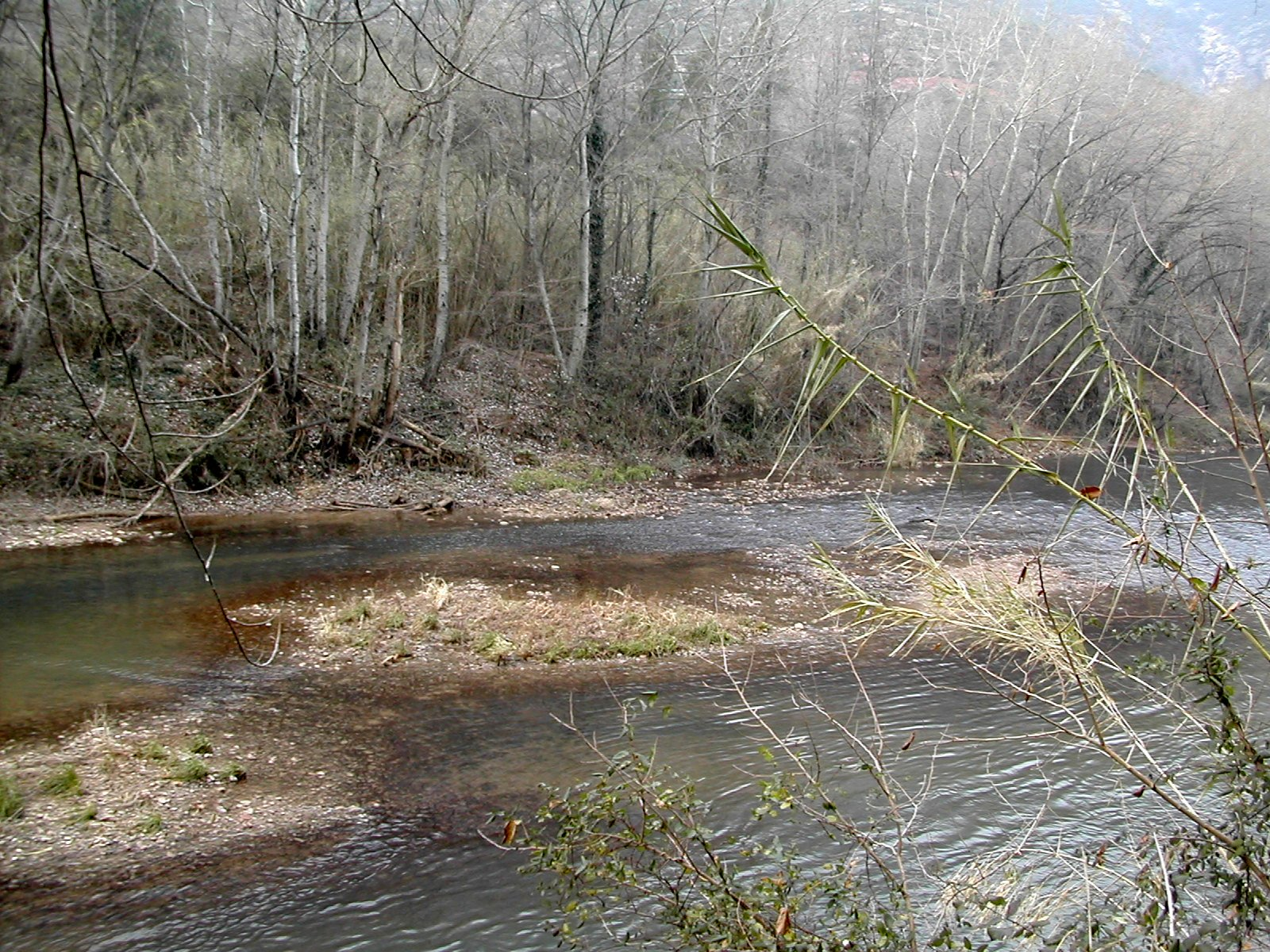
Bosc de ribera
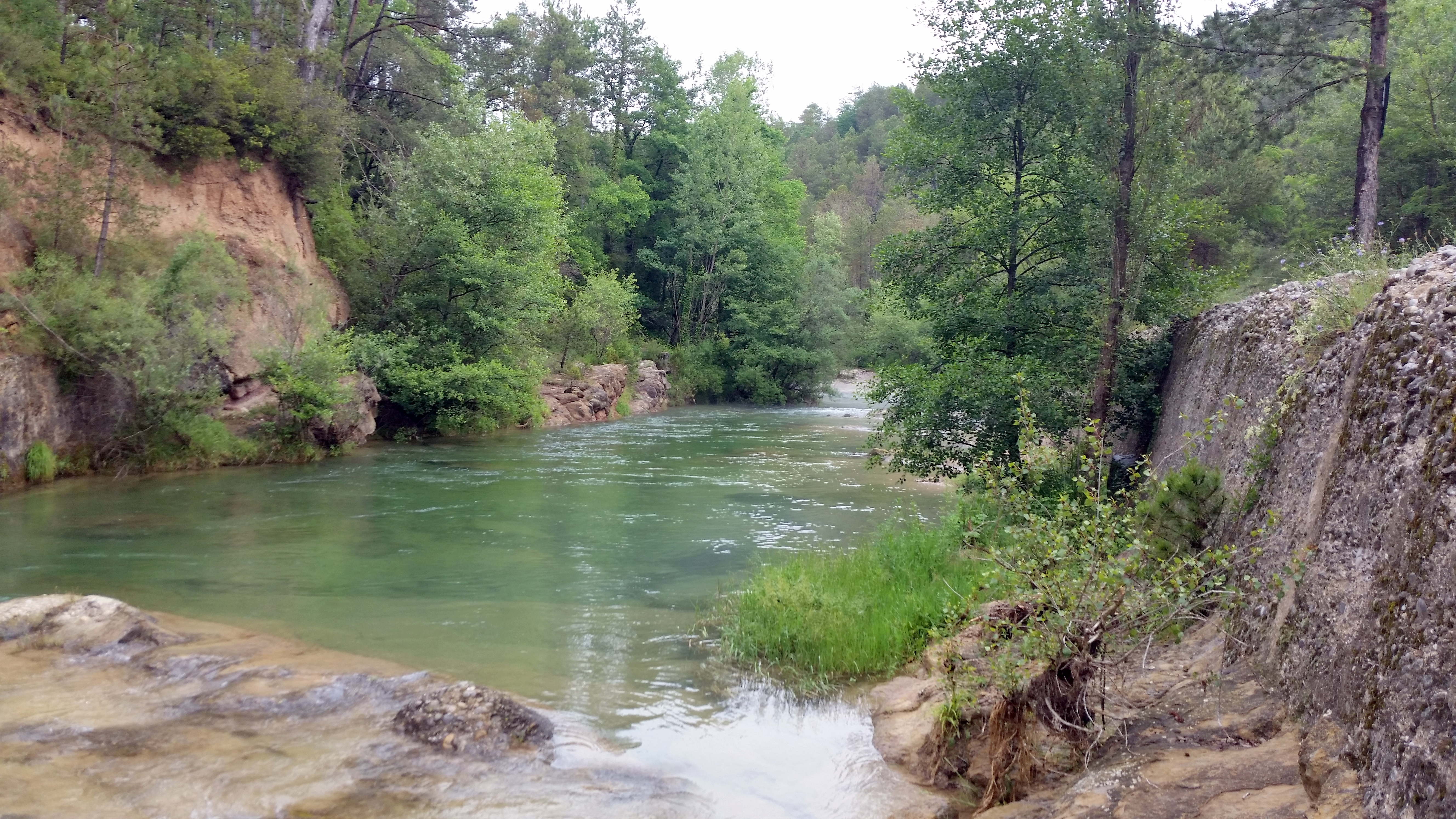
Riu Llobregat a l'alçada del Pla del Rovello (Via Verda del Llobregat, Cercs, Barcelona)
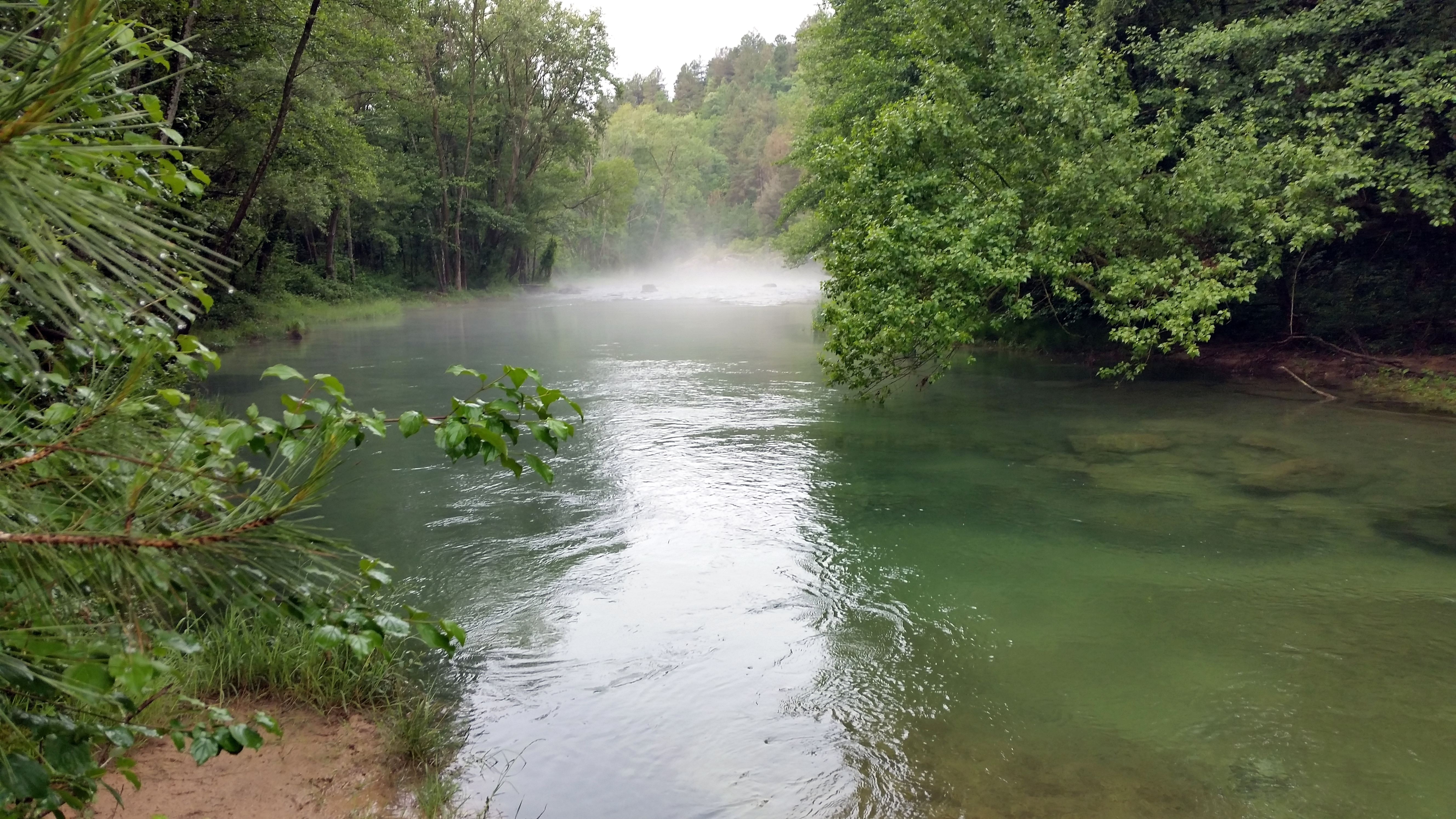
Riu Llobregat a l'alçada del Pla del Rovello (Via Verda del Llobregat, Cercs, Barcelona)
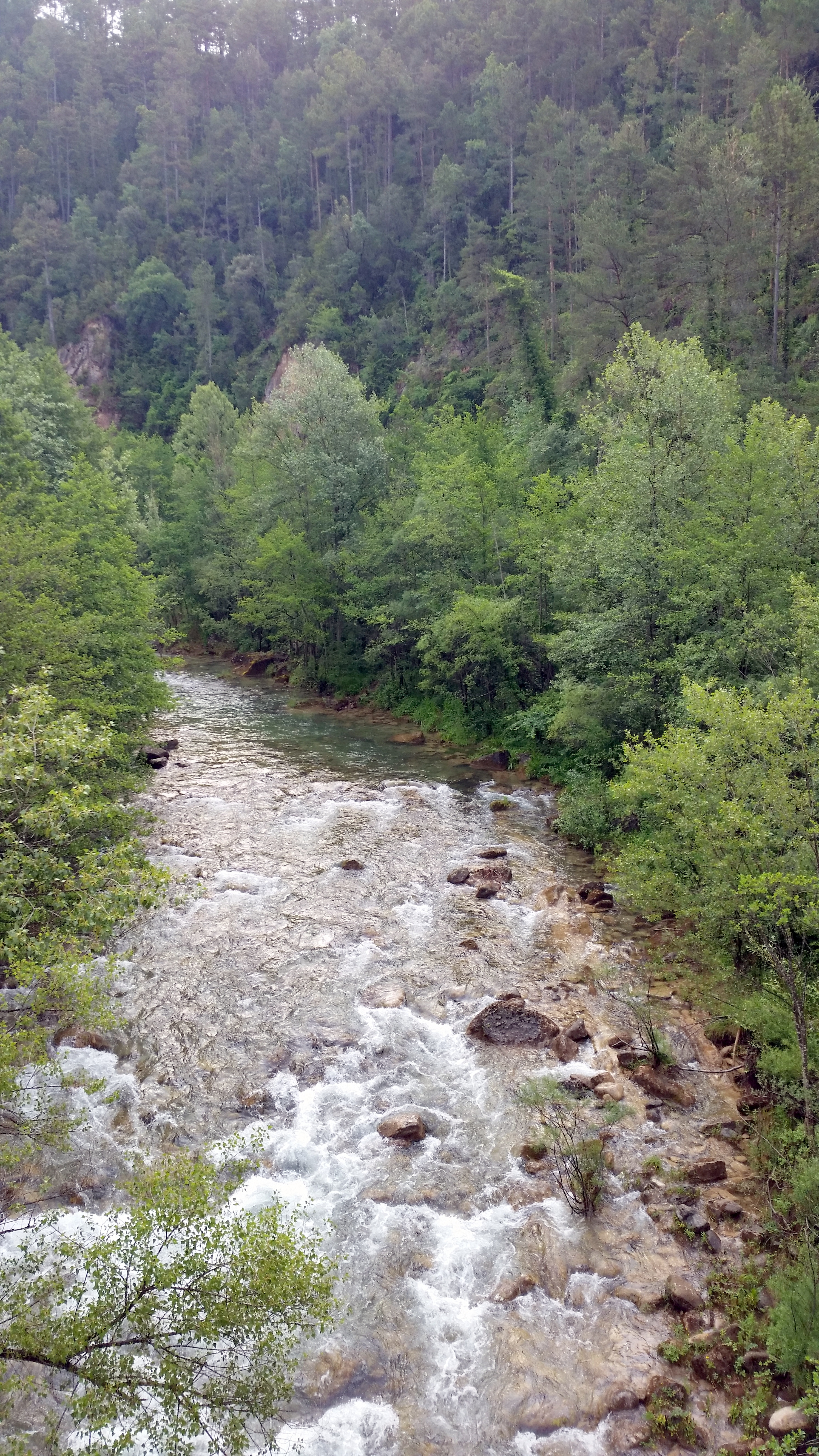
Riu Llobregat al pont de la Via Verda del Llobregat (Cercs, Barcelona)
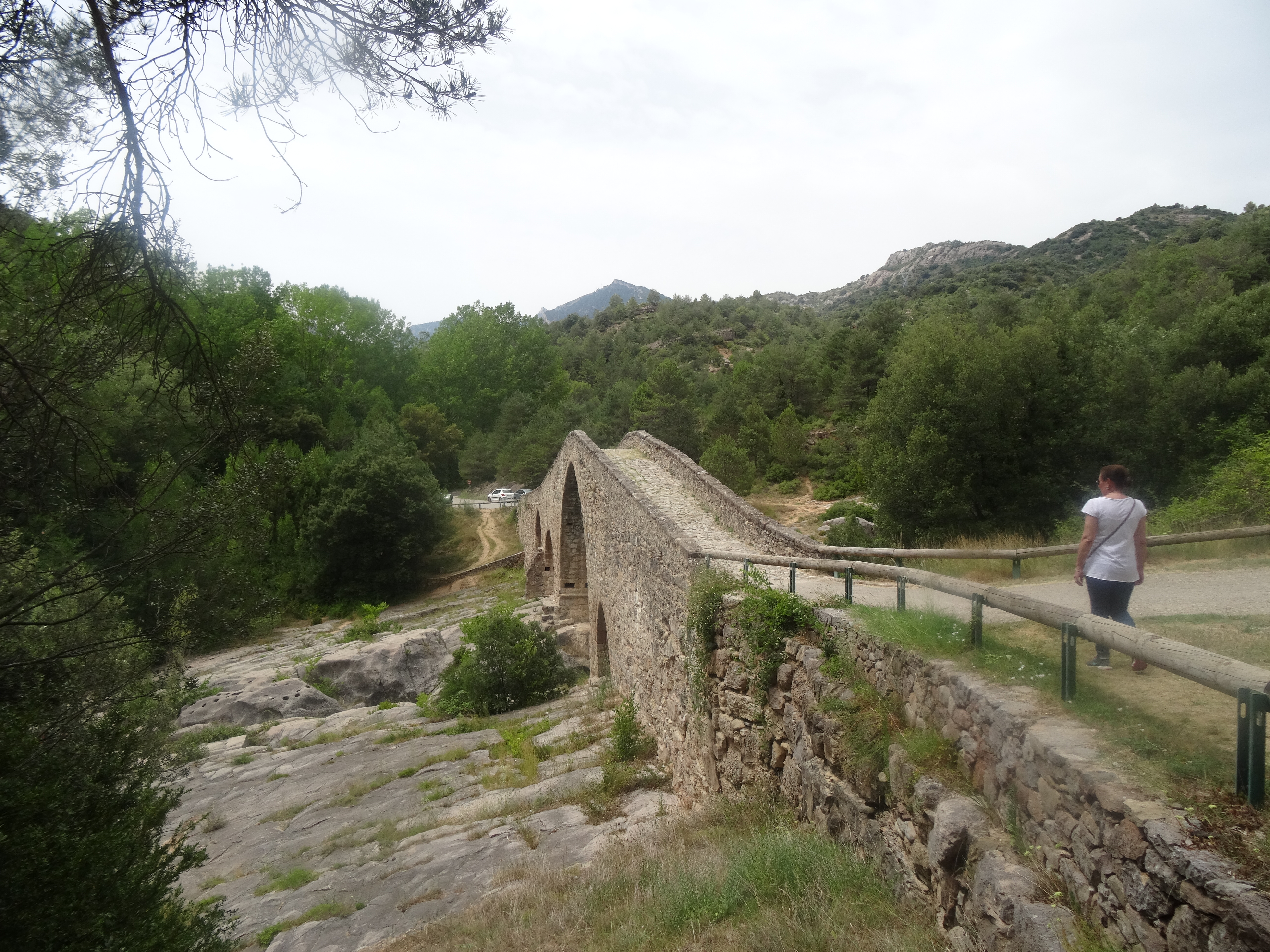
Pont de Pedret sobre el Riu Llobregat, Via verda del Llobregat Cercs, Barcelona
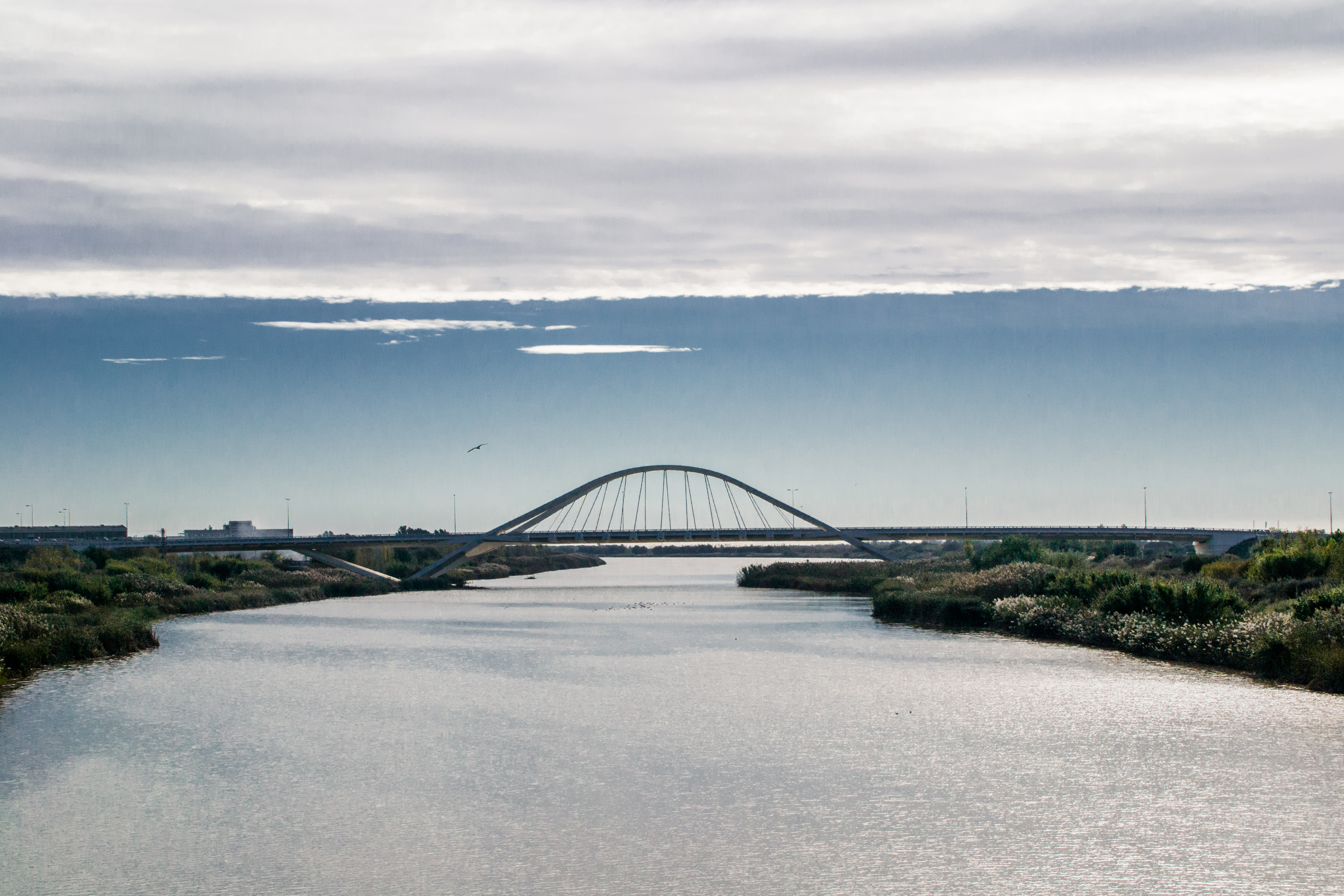
El Riu Llobregat al pas pel Pont Nelson Mandela, l'últim pont del seu curs.